# Kerkebeek
Kerkebeek är ett vattendrag i Belgien.   Det ligger i provinsen Västflandern och regionen Flandern, i den nordvästra delen av landet, 90 km väster om huvudstaden Bryssel.
Runt Kerkebeek är det i huvudsak tätbebyggt. Runt Kerkebeek är det tätbefolkat, med 257 invånare per kvadratkilometer.